# آهوی ماه نهم
آهوی ماه نهم نام یک مجموعه تلویزیونی ایرانی به کارگردانی مسعود نوابی است؛ که در
۱۳۸۳ از شبکه ۱ سیمای جمهوری اسلامی ایران پخش گردید.

## خلاصه داستان
آهو، دانشجوی جوان با یافتن نشانه‌ای از گذشته اش دچار آشفتگی می‌شود و در آستانه جدایی از خانواده اش قرار می‌گیرد. چاره جویی برای رفع بحران روحی از او، ناخواسته و به‌تدریج وی را به رمزگشایی روانی از شخصیت پدرش که سالهاست زخمی عمیق را در هراس از تصور اتفاقی بد در خود پنهان کرده‌است، می‌کشاند. تقابل پدر و دختر، روابط آن‌ها را با اطرافیان تحت تأثیر قرار می‌دهد و هر یک را به نحوی درگیر ماجرا می‌کند.

## بازیگران
- فقیهه سلطانی
- اصغر همت
- رامبد شکرآبی
- آناهیتا همتی
- زهره حمیدی
- کاظم افرندنیا
- امید آهنگر
- حسین ایل بیگی
- هما خاکپاش
- شهرام پوراسد
- رؤیا افشار
- امیر رضا دلاوری